# Heavy Horses
Heavy Horses es el undécimo álbum publicado por Jethro Tull el 10 de abril de 1978. Uno de los últimos discos en mostrar el auténtico sabor rural de la banda. Segundo de la trilogía acústica que reivindica la vida bucólica del campo (junto con Songs from the Wood y Stormwatch).
Fue un álbum muy aclamado por los críticos, especialmente en su puesta en escena, y al que se le concedieron diversos premios.
Puede notarse en él también un claro cambio en el estilo vocal de Ian Anderson respecto a los álbumes anteriores.
Durante la grabación de este disco, el bajista y cantante John Glascock sufrió una serie de complicaciones en su gravísima dolencia cardíaca, de carácter congénito, que finalmente le causaron la muerte, tras una desesperada intervención quirúrgica, el 17 de noviembre de 1979.
En 1978 el grupo sacó un videoclip promocional del tema "Heavy Horses", que da título al álbum, en el que puede observarse a la banda cantando en un pajar.

## Puesto en las listas de éxitos
- Puesto en las listas de EE. UU.: 19.
- Puesto en las listas de UK: 20.

## Lista de temas
Lanzamiento original de 1978

Todas las canciones escritas y compuestas por Ian Anderson con material adicional de Martin Barre y Dee Palmer.. 
| Lado uno |                                        |          |  |
| N.º      | Título                                 | Duración |  |
| 1.       | «...And the Mouse Police Never Sleeps» | 3:11     |  |
| 2.       | «Acres Wild»                           | 3:22     |  |
| 3.       | «No Lullaby»                           | 7:55     |  |
| 4.       | «Moths»                                | 3:24     |  |
| 5.       | «Journeyman»                           | 3:55     |  |

| Lado dos |                   |          |  |
| N.º      | Título            | Duración |  |
| 6.       | «Rover»           | 4:17     |  |
| 7.       | «One Brown Mouse» | 3:21     |  |
| 8.       | «Heavy Horses»    | 8:58     |  |
| 9.       | «Weathercock»     | 4:02     |  |

Pistas adicionales de 2003

| N.º | Título                       | Duración |  |
| 10. | «Living in These Hard Times» | 3:10     |  |
| 11. | «Broadford Bazaar»           | 3:38     |  |

## Intérpretes
- Ian Anderson: voz solista, flauta, mandolina, guitarra acústica , whistles.
- Martin Barre: guitarra eléctrica.
- Barriemore Barlow: percusión, batería.
- John Evan: órgano y piano.
- David Palmer: teclados, órgano de tubos y arreglos orquestales.
- John Glascock: bajo, segunda voz, voces.